# Kaulsdorf (Saale)
Kaulsdorf é um município da Alemanha localizado no distrito de Saalfeld-Rudolstadt, estado da Turíngia.

## Demografia
Evolução da população (31 de dezembro):
| - 1994 - 3.189 - 1995 - 3.213 - 1996 - 3.228 - 1997 - 3.195 | - 1998 - 3.192 - 1999 - 3.191 - 2000 - 3.160 - 2001 - 3.101 | - 2002 - 3.053 - 2003 - 3.017 - 2004 - 2.963 |

 Fonte: Thüringer Landesamt für Statistik